# Djalma
Djalma, właśc. Djalma Bezerra dos Santos (ur. 19 grudnia 1918 w Recife – zm. 3 marca 1954 w Rio de Janeiro) – piłkarz brazylijski, występujący podczas kariery na pozycji napastnika.

## Kariera klubowa
Karierę piłkarską Djalma zaczął w klubie Sporcie Recife w 1939 roku. Z klubem Recife trzykrotnie zdobył mistrzostwo stanu Pernambuco – Campeonato Pernambucano w 1941, 1942 i 1943 roku. W 1944 roku przeszedł do CR Vasco da Gama, w którym grał do 1948 roku. Podczas tego okresu Djalma wygrał z Vasco dwukrotnie mistrzostwo stanu Rio de Janeiro – Campeonato Carioca w 1945 i 1947 roku. Ostatnim klubem w karierze Djalmy było Bangu AC, gdzie grał w latach 1949–1954.

## Kariera reprezentacyjna
W reprezentacji Brazylii Djalma zadebiutował 28 lutego 1945 w meczu z reprezentacją Chile podczas Copa América 1945 na którym Brazylia zajęła drugie miejsce. Był to jego jedyny mecz w reprezentacji.